# 由利本荘市立笹子小学校
由利本荘市立笹子小学校（ゆりほんじょうしりつ じねごしょうがっこう）は、秋田県由利本荘市鳥海町にあった公立小学校。

## 概要
1874年（明治7年）創立。2005年（平成17年）に由利本荘市誕生に伴い、由利本荘市立笹子小学校へ改称。2013年（平成25年）、由利本荘市立直根小学校、由利本荘市立川内小学校と共に新設の由利本荘市立鳥海小学校へ統合され、閉校した。

## 沿革
広報ゆりほんじょうNo.195 2013年5月1日号と平成24年度由利本荘市の教育より引用。
- 1874年（明治7年）1月6日 - 「笹子学校」として開校。
- 1981年（昭和56年）2月 - 学体連卓球特別賞を受賞。
- 1988年（昭和63年）10月 - 郡市卓球大会にて女子団体が優勝（5連覇）。
- 2003年（平成15年）9月 - 全日本ホームページ大賞を受賞。
- 2005年（平成17年）
  - 3月22日 - 市町合併により、「由利本荘市立笹子小学校」に改称。
  - 7月 - 県陸上競技大会男子400mリレーで第3位に入賞。
- 2006年（平成18年） - 臼井記念歯科保健功労賞を受賞。本荘由利学校保健会より保健安全実践活動優秀校として表彰。
- 2007年（平成19年） - 保健安全実践活動優秀校として表彰。
- 2008年（平成20年）
  - 科学ゆめ画発明協会県支部優良賞を受賞。保健安全実践活動優秀校として表彰。
  - 10月 - 県学校農園展にて優良賞を受賞。
- 2011年（平成23年） - 全国小学生アルペンスキー大会女子の部で2位に入賞。
- 2012年（平成24年）11月17日 - 閉校記念式典を開催。

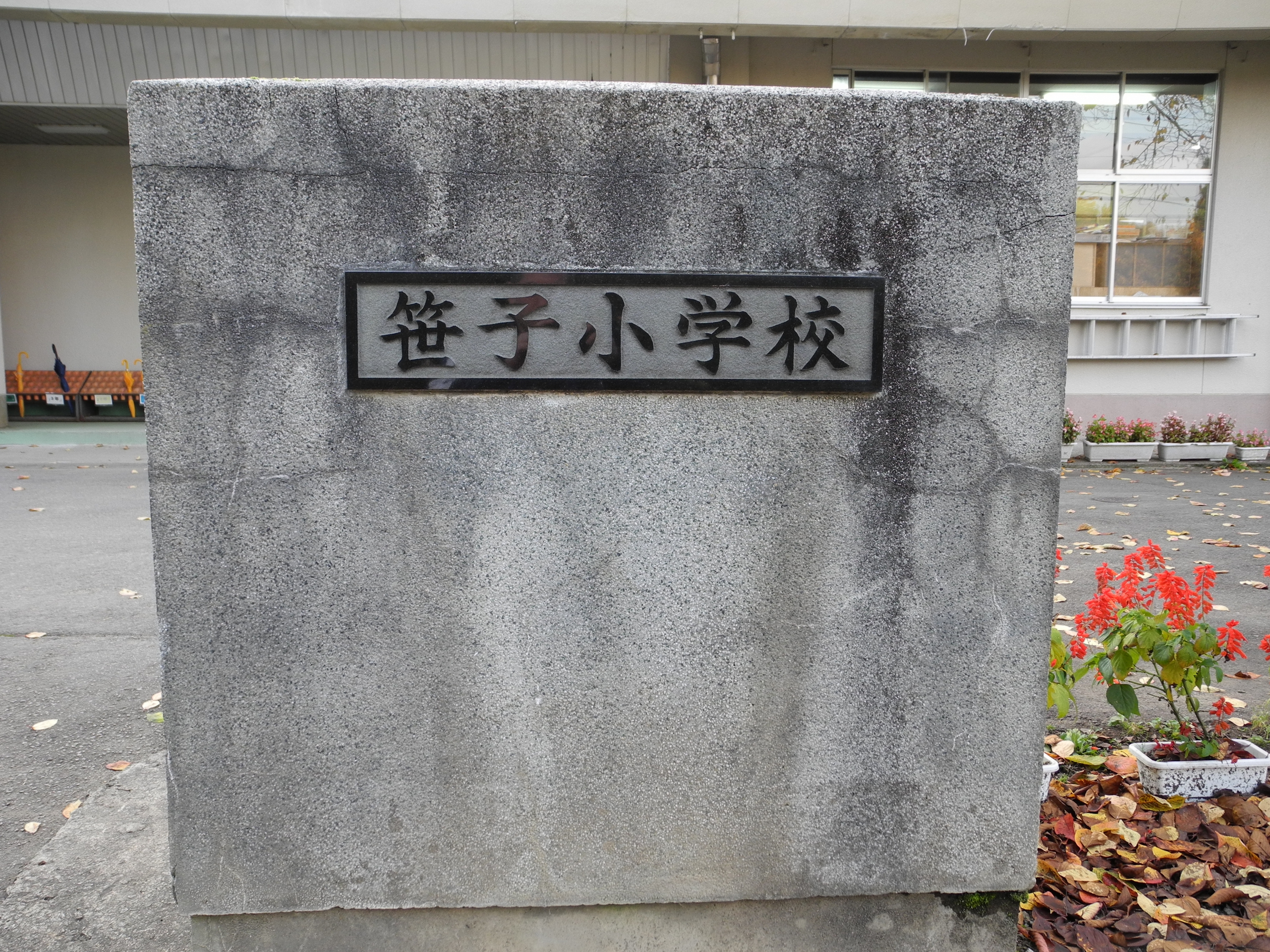
校門（2011年11月）

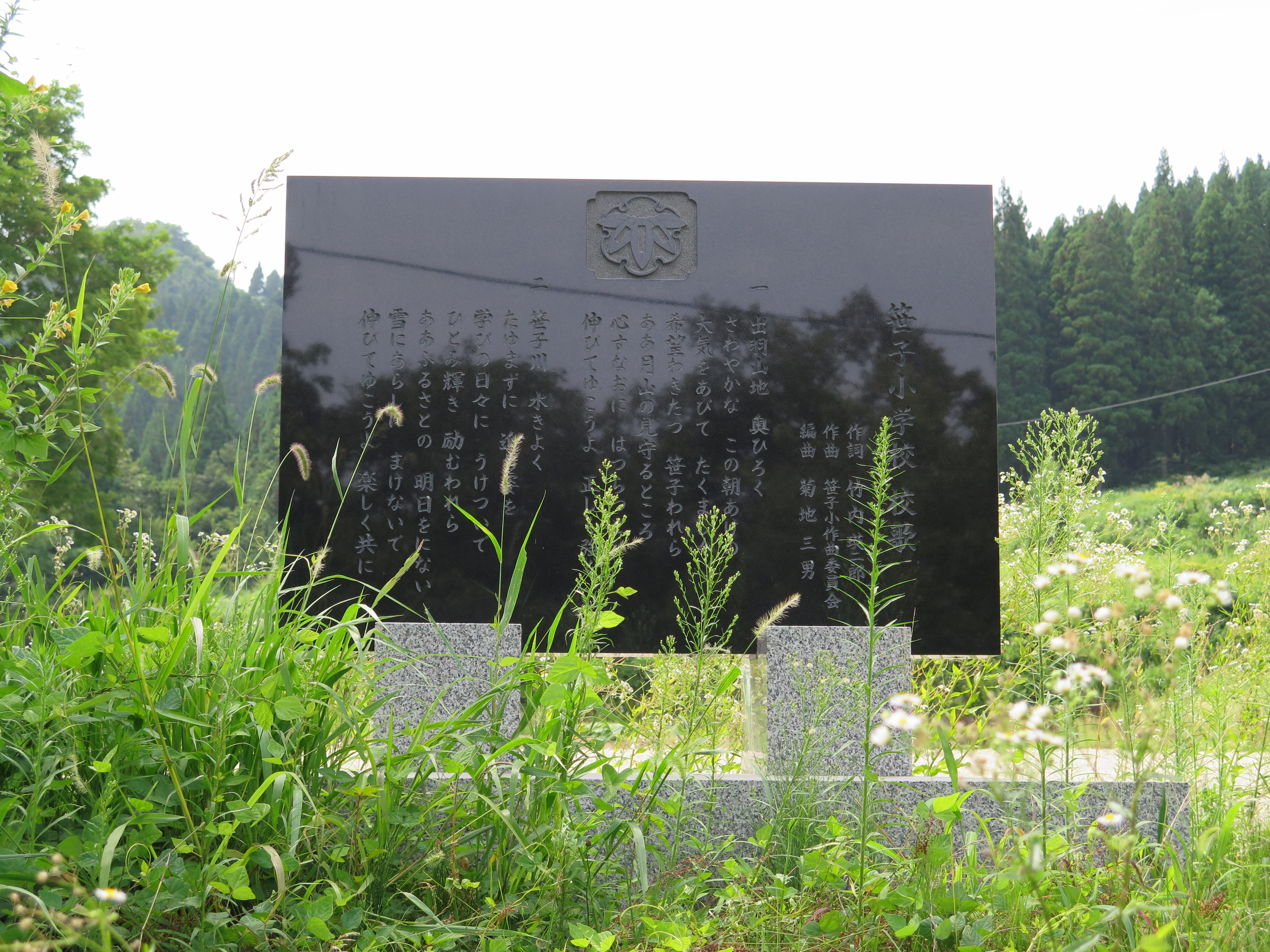
閉校記念碑（2014年8月）

- 校門（2011年11月）閉校記念碑（2014年8月）2013年（平成25年）3月31日 - 閉校。

## 校歌
歌詞は、学校紹介を参照。

## 児童数・学級数
| 年度               | 男子 | 女子 | 計  | 増減 | 学級数 | 増減 | 備考           |        |
| ------------------ | ---- | ---- | --- | ---- | ------ | ---- | -------------- | ------ |
| 2003（平成15）年度 | 63   | 50   | 113 |      | 7      |      |                | [ 3 ]  |
| 2004（平成16）年度 | 55   | 45   | 100 | -13  | 7      | 0    | 創立130周年    | [ 4 ]  |
| 2005（平成17）年度 | 59   | 50   | 109 | -1   | 8      | +1   | 由利本荘市誕生 | [ 5 ]  |
| 2006（平成18）年度 | 56   | 53   | 109 | 0    | 8      | 0    |                | [ 6 ]  |
| 2007（平成19）年度 | 54   | 52   | 106 | -3   | 8      | 0    |                | [ 7 ]  |
| 2008（平成20）年度 | 51   | 46   | 97  | -9   | 7      | -1   |                | [ 8 ]  |
| 2009（平成21）年度 | 44   | 45   | 89  | -8   | 8      | +1   |                | [ 9 ]  |
| 2010（平成22）年度 | 47   | 41   | 88  | -11  | 8      | 0    |                | [ 10 ] |
| 2011（平成23）年度 | 43   | 34   | 77  | -11  | 7      | -1   |                | [ 11 ] |
| 2012（平成24）年度 | 40   | 27   | 67  | -10  | 7      | 0    | 閉校           | [ 12 ] |